# 남태평양 해전
남태평양 해전 또는 산타크루즈 해전(Battle of the Santa Cruz Islands)은 1942년 10월 25일부터 27일까지 치러졌다. 제2차 세계 대전 태평양 전역의 네 번째 항공모함 전투였다. 이는 또한 길고 전략적으로 중요한 과달카날 전역 중 미국 해군과 일본 제국 해군 사이에 벌어진 네 번째 주요 해군 교전이었다. 산호해, 미드웨이, 동부 솔로몬 해전에서와 마찬가지로 두 적의 함선은 서로 시야에 들어오거나 포격 범위에 있는 경우가 거의 없었다. 대신 양측의 거의 모든 공격은 항공모함이나 지상 기반 항공기를 통해 이루어졌다.
과달카날과 인근 섬들에서 연합군을 몰아내고 1942년 9월부터 지속된 교착 상태를 끝내기 위해 일본 제국군은 1942년 10월 20일부터 25일까지 과달카날에 대한 대규모 지상 공격을 계획했다. 이 공격을 지원하고 연합군 해군과 교전할 희망을 가지고 일본 항공모함과 기타 대형 전함들은 솔로몬 제도 남부 근처로 이동했다. 이 지역에서 일본 해군은 지상 공격에 대응하는 연합군(주로 미국) 해군, 특히 항공모함 부대와 교전하여 결정적으로 격파하기를 희망했다. 연합군 해군도 교착 상태를 깨고 적을 결정적으로 물리치는 동일한 목표를 가지고 전투에서 일본 해군을 만나기를 희망했다.
1942년 10월 26일 아침, 산타크루즈 제도 북쪽에서 두 적국의 해군 전함과 항공기가 대치하는 동안 과달카날에 대한 일본의 지상 공격이 진행 중이었다. 항공모함 공습을 주고받은 연합군 지상 함선은 전투 지역에서 후퇴하여 미국 항공모함 호넷이 침몰했고, 또 다른 함대 항공모함 엔터프라이즈가 큰 피해를 입었다. 일본군이 핸더슨 비행장를 점령하지 못하자 참여한 일본 항공모함 부대도 퇴각했다.
산타 크루즈 해전는 과달카날 주변 해역의 톤수와 통제력 측면에서 일본군의 전술적 승리였다. 그러나 일본이 대체할 수 없는 베테랑 승무원을 많이 잃은 것은 전투에서 상대적으로 승무원 손실이 적고 신속하게 교체된 연합군에게 장기적인 전략적 이점이 되었다. 일본군은 더 크고 결정적인 승리를 바랐고 필요로 했다. 육상 전투에서 패한 직후 해전에서 승리했다는 사실은 이미 전투에서 승리할 기회가 사라졌다는 것을 의미했다.

## 배경
1942년 8월 8일, 주로 미국에서 온 연합군이 일본이 점령한 솔로몬 제도의 과달카날, 툴라기, 플로리다 제도에 상륙했다. 이 섬들에 상륙한 것은 일본이 미국과 호주 사이의 보급로를 위협하는 기지로 사용하는 것을 차단하고, 라바울의 주요 일본 기지를 무력화하는 동시에 연합군의 뉴기니 캠페인을 지원하는 것을 목표로 하는 캠페인의 출발점으로 섬을 확보하기 위한 것이었다. 이 상륙작전은 6개월간의 과달카날 작전을 시작했다.
8월 24~25일 동부 솔로몬 해전에서 함대 항공모함 USS 엔터프라이즈가 큰 피해를 입고 하와이 진주만으로 출항해 한 달간 대대적인 수리를 받은 후, 세 개의 미국 항공모함 부대는 남태평양 지역에 남아있었다. 미함대 항공모함 USS 와스프, 사라토가, 호넷과 각각의 항공 그룹 및 전함, 순양함, 구축함을 포함한 수상 전함을 지원하는 임무를 맡았으며, 주로 솔로몬섬과 뉴헤브리디스(바누아투) 섬 사이에 배치되었다. 이 작전 지역에서 항공모함들은 뉴칼레도니아와 에스피리투산토의 주요 연합군 기지 간의 통신선을 경비하고, 과달카날과 툴라기의 연합군 지상군을 일본의 반격에 맞서 지원하며, 과달카날로의 보급선 이동을 감시하고, 사정권 내에 들어온 일본 군함, 특히 항공모함과 교전하여 파괴하는 임무를 맡았습니다. 미국 항공모함 부대가 작전을 수행한 해역은 이 지역에 일본 잠수함이 집중되어 있었기 때문에 미군에 의해 "토르페도 정션"로 알려졌다.
8월 31일, 사라토가는 일본 잠수함 I-26에 의해 어뢰 공격을 받아 수리를 위해 3개월 동안 활동을 중단했다.

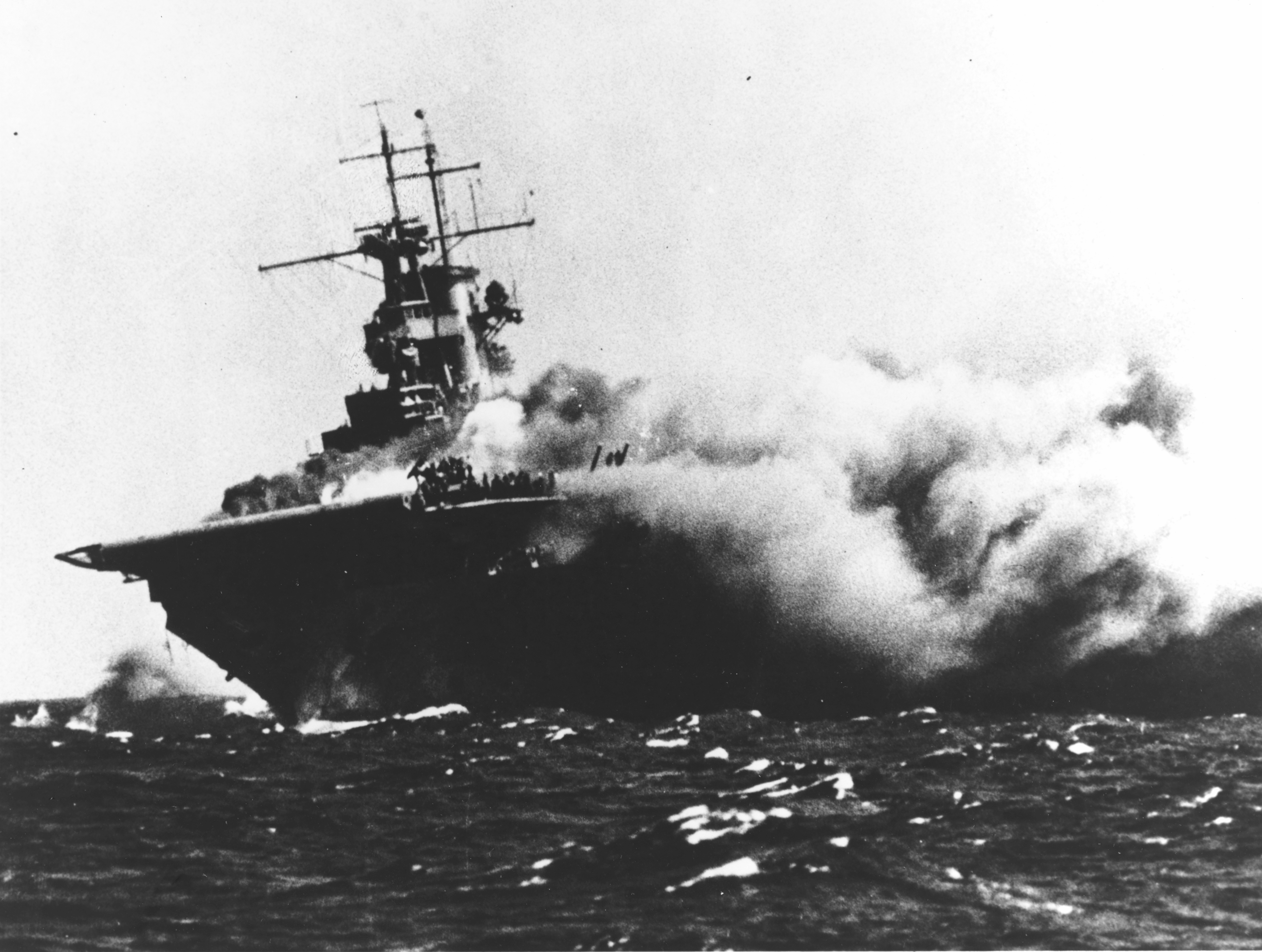
USS 와스프는 9월 15일 어뢰 공격을 받은 후 화재가 발생했다.

9월 15일, 와스프는 과달카날로 향하는 대규모 증원 및 보급 호송대를 지원하던 중 일본 잠수함 I-19가 발사한 어뢰 3발에 맞아 일본 항공모함 쇼카쿠와 즈이카쿠와 교전할 뻔했다. 두 항공모함은 서로의 항공기 사정권에 들어오기 직전에 철수했다. 어뢰 피해로 전력이 끊어진 와스프의 피해 통제 팀은 이후 발생한 대형 화재를 진압하지 못했고, 와스프는 버려져 침몰했다.
미국은 현재 남태평양에 단 하나의 작전 항공모함인 호넷만을 보유하고 있었지만, 연합군은 과달카날의 핸더슨 비행장에 기반을 둔 항공기 덕분에 여전히 남부 솔로몬 제도에 대한 공중 우위를 유지하고 있었습니다. 그러나 항공기가 효과적으로 운항할 수 없는 밤이 되자 일본군은 거의 마음대로 과달카날 주변에서 배를 운항할 수 있었다. 이에 따라 과달카날 전투의 교착 상태가 발생했다. 연합군은 낮에는 과달카날에 보급품과 지원군을 제공했고, 밤에는 연합군이 "도쿄 익스프레스"라고 부르는 군함을 통해 일본이 동일한 방식으로 대응했지만, 양측 모두 결정적인 우위를 확보하기 위해 충분한 병력을 섬에 전달할 수 없었다. 10월 중순까지 양측은 섬에 거의 동일한 수의 병력을 보유하고 있었다. 교착 상태는 두 차례의 대함 해군 작전으로 잠시 중단되었다. 10월 11일에서 12일 밤, 미 해군이 케이프 에스페랑스 전투에서 핸더슨 비행장를 폭격하러 가던 중 일본 해군을 요격하여 격파했다. 그러나 불과 이틀 후, 전함 하루나와 곤고를 포함한 일본군이 핸더슨 비행장를 폭격하여 그곳의 대부분의 미 항공기를 파괴하고 전장 시설에 심각한 피해를 입혔다.
미국은 과달카날 전투의 교착 상태를 타개하기 위해 두 가지 조치를 취했다. 먼저, 엔터프라이즈호의 수리를 신속히 진행하여 가능한 한 빨리 남태평양으로 돌아갈 수 있도록 했다. 10월 10일, 엔터프라이즈호는 새로운 항공 그룹(에어 그룹 10)을 받았고, 10월 16일 진주만을 떠났다. 10월 23일, 다시 남태평양에 도착하여 10월 24일 에스피리투 산토 북동쪽 273마일(506km; 314마일) 지점에서 USS 호넷 및 연합군 남태평양 해군과 합류했다.
둘째, 10월 18일, 태평양군 총사령관 체스터 니미츠 제독은 로버트 L. 고믈리 부제독을 윌리엄 홀시 주니어 부제독으로 교체하고 남태평양 지역 사령관으로 임명했다. 이 직책은 솔로몬 제도 전역에서 연합군을 효과적으로 이끌기에는 고믈리가 너무 근시안적이고 비관적으로 변했다고 니미츠는 생각했다. 할시는 미 해군 함대 전체에서 "전투원"으로서 존경을 받았다고 전해다. 지휘를 맡은 후, 할시는 즉시 일본 해군을 전투로 끌어들이려는 계획을 세우기 시작했으며, 니미츠에게 "거의 즉시 펀치를 던지기 시작해야 했다"고 썼다.
일본 연합 함대는 또한 연합군 해군을 결정적인 전투로 끌어들이기 위해 노력하고 있었다. 경항모 즈이호, 개조항모 준요와 히요이 10월 초 일본에서 추크 라군의 일본 해군 주요 기지에 도착하여 쇼카쿠와 즈이카쿠에 합류했다. 항공모함 5척과 수많은 전함, 순양함, 구축함을 완비한 야마모토 이소로쿠 제독이 지휘하는 일본 연합 함대는 미드웨이 해전에서의 패배를 만회할 수 있다고 확신했다. 10월 헨더슨 필드에 대한 몇 차례의 공습을 제외하고, 일본 항공모함과 지원 군함들은 과달카날 전투에서 솔로몬 제도 북서부 지역에 머물며 미국 항공모함에 접근하고 교전할 기회를 기다리고 있었다. 일본 육군의 다음 대규모 지상 공격 계획이 10월 20일로 예정된 과달카날 연합군에 대한 계획과 함께, 야마모토의 군함들은 공세를 지원하고 과달카날 방어를 지원하기 위해 접근하는 적 함선, 특히 항공모함과 교전할 준비를 하기 위해 남부 솔로몬 제도로 이동하기 시작했다.

## 전초전
10월 11일경, 항공모함, 전함, 호위함으로 구성된 대규모 부대가 10월 과달카날 공세를 지원하기 위해 추크 라군을 출발했다. 같은 날, 대대적인 강화 호송대가 과달카날에 도착했지만, 중순양함을 지원하는 부대는 핸더슨 비행장에 대한 폭격을 막아내고 케이프 에스페랑스 전투로 알려지게 되었다. 이후 10월 13일부터 16일까지 전함과 중순양함이 실시한 세 차례의 폭격(작전 중 비행장에 대한 가장 큰 해군 공격)이 이어졌다. 이 중 첫 번째와 세 번째는 콘도 부제독의 선발대에서 분리된 함정이 실시한 공격이었다. 10월 14일 자정부터 네 대의 수송선으로 구성된 또 다른 호송대가 탱크와 중포를 포함한 화물의 대부분을 하역했다. 10월 15일, 구축함 메러디스가 예인선 비레오를 호위하던 중 즈이카쿠와 쇼카쿠에서 발진한 항공기에 의해 발견되어 침몰했다. 10월 17일, 히요와 준요는 룽가 포인트에서 수송선을 공격하기 위한 공격 부대를 시작했지만 피해는 없었다. 대형 전함은 산타크루즈 해전에서 싸운 후 중단되어 10월 말에 추크 라군으로 돌아갔다. 최근 취역한 히요는 원래 함대의 일원이었지만, 10월 21일 공병실에서 발생한 화재로 인해 수리를 위해 추크 라군으로 후퇴해야 했다. 10월 25일, 준요에서 6대의 폭격기와 12대의 전투기가 핸더슨 비행장를 공격했지만 별다른 피해를 입지 않았다.
10월 20일부터 25일까지 과달카날의 일본군은 핸더슨 비행장 전투에서 미국 수비대를 상대로 큰 공격을 감행하여 핸더슨 비행장를 점령하려 했다. 이 공격은 일본군에게 큰 피해를 입히며 패배했다. 일본 육군이 핸더슨 비행장를 점령했다고 잘못 판단한 일본 해군은 10월 25일 아침 쇼트랜드 제도에서 과달카날로 전함을 보내 섬의 지상군을 지원했다. 헨더슨 비행장의 항공기는 하루 종일 호송대를 공격하여 에스피리투 산토의 B-17 폭격기의 도움을 받아 경순양함 유라를 침몰시키고 구축함 아키즈키를 손상시켰다.

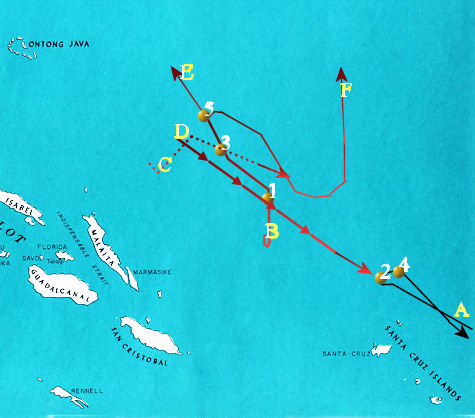
1942년 10월 26일 산타크루즈 제도 전투 지도. 빨간색 선은 일본 군함 부대이고 검은색 선은 미국 항공모함 부대입니다. 번호가 매겨진 노란색 점은 전투에서 중요한 행동을 나타냅니다.

일본 지상 공격의 실패와 유라의 손실에도 불구하고, 연합 함대의 나머지 부대는 10월 25일 남부 솔로몬 제도 근처에서 계속 기동하여 연합군 해군과 교전하기를 희망했다. 일본 해군은 이제 히요가 떠난 네 척의 항공모함(대형 두 척, 중형 한 척, 경량 한 척)으로 구성되었으며, 약 세 척의 쇼카쿠급 항공모함으로 구성된 연합 항공모함이 추가되었다.
일본 해군은 세 그룹으로 나뉘었다: 준요의 "고급" 부대, 4척의 중순양함, 1척의 경순양함, 그리고 7척의 구축함이 중순양함 아타고에서 곤도가 지휘했다. 지원 그룹은 쿠리타 타케오 제독이 지휘하는 전함 2척과 구축함 2척으로 구성되었으며, 쇼카쿠, 즈이카쿠, 즈이호의 "본체" 부대와 쇼카쿠에 탑승한 나구모 부제독이 지휘하는 중순양함 1척과 구축함 8척으로 구성된 "뱅가드" 부대는 전함 히에이에서 아베 히로아키 제독이 지휘하는 전함 2척, 중순양함 3척, 경순양함 1척, 구축함 7척으로 구성되었다. 곤도는 고급 부대를 지휘하는 것 외에도 세 부대의 지휘관으로 활동했다.
미국 측에서는 10월 25일, 호넷과 엔터프라이즈 항모부대(제독 토마스 킨케이드)가 산타크루즈 제도 북쪽을 휩쓸며 일본 해군을 수색했다. 미국 군함은 두 개의 항모 그룹으로 배치되었으며, 서로 약 10nmi(19km, 12마일) 떨어져 있었다. 산타크루즈 제도에 주둔한 미국 PBY 카탈리나 정찰 수상 비행기는 오전 11시 3분에 일본 주력 항공모함을 발견했다. 그러나 일본 항공모함은 미군으로부터 약 355nmi(657km, 409마일) 떨어져 있었으며, 이는 항모 항공기 사거리를 조금 넘었다. 킨케이드는 그날 공격 범위를 좁히기 위해 최고 속도로 일본 항공모함을 향해 증기를 내뿜었고, 14시 25분에는 23대의 항공기로 공격 부대를 출시켰다. 일본 항공모함이 미국 항공모함에 의해 탐지된 것을 알고 있었고, 미국 항공모함의 위치를 알지 못한 일본 항공모함은 미국 항공모함의 사정거리에서 벗어나기 위해 북쪽으로 향했다. 미국의 공격 부대는 일본 군함을 찾지 못한 채 자국 항공모함으로 돌아갔다.

## 전투

### 10월 26일 항공모함 작전: 첫 공격
10월 26일 02시 50분, 일본 해군은 방향을 바꾸고 두 적대국의 해군은 05시까지 서로 200마일(370km, 230마일)밖에 떨어지지 않을 때까지 거리를 좁혔다. 양측은 수색 항공기를 출격시키고 상대방의 함선이 위치하는 대로 남은 항공기를 공격할 준비를 했다. 레이더가 장착된 카탈리나가 03시 10분에 일본 함선을 목격했지만, 보고서는 05시 12분이 되어서야 긴카이드에 도착했다. 따라서 그는 일본 함선들이 그 사이 두 시간 동안 위치를 바꿨을 가능성이 높다고 생각하여 일본 함선의 위치에 대한 최신 정보를 더 받을 때까지 공격 부대의 출격을 보류하기로 결정했다.

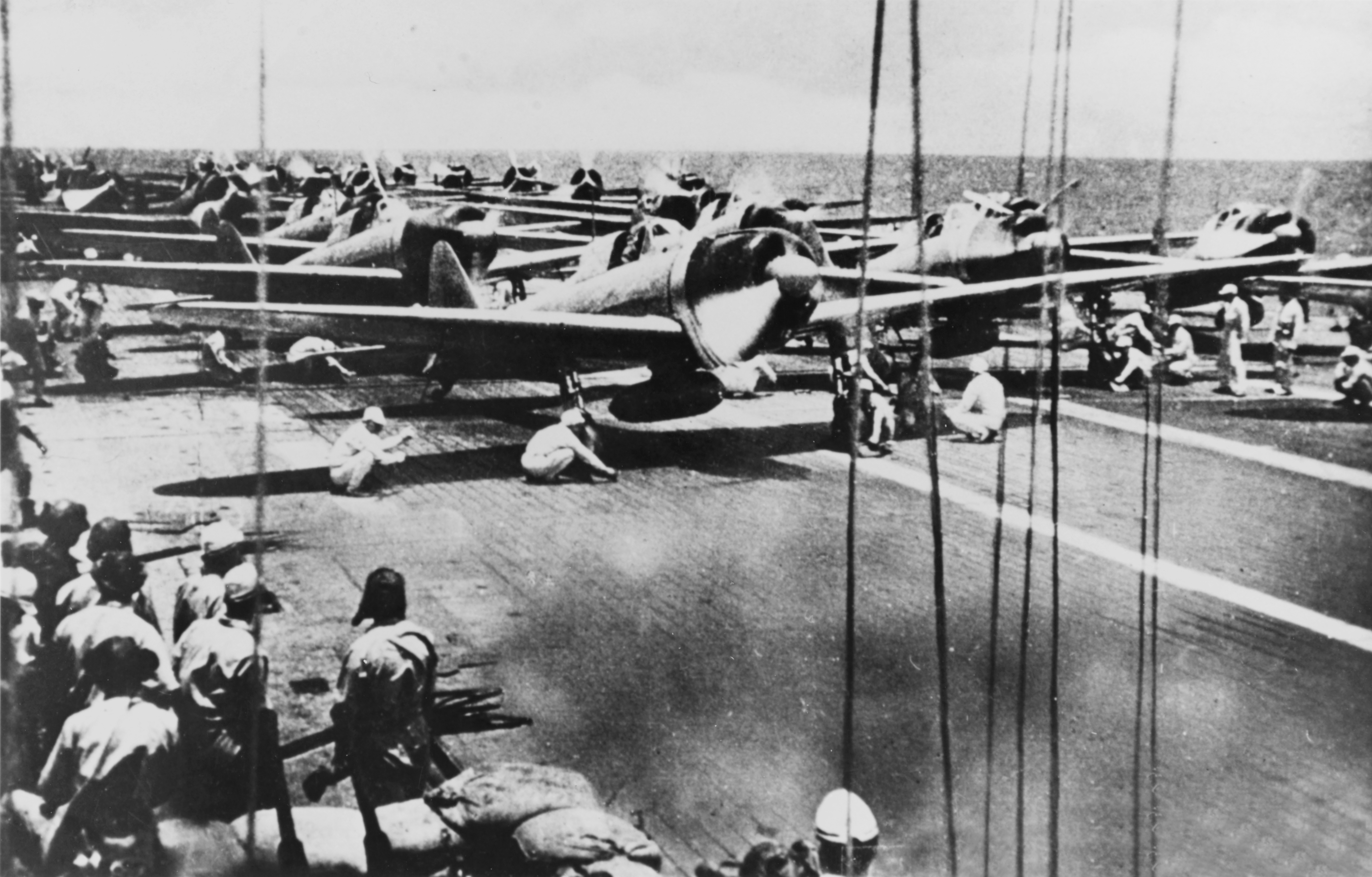
'쇼카쿠'에 탑승한 일본 전투기 및 급강하 폭격기, 미군 항공모함 공격 준비 중

06:45에 미국 정찰기가 나구모의 주력 항공모함을 발견했다. 06:58에 일본 정찰기가 호넷의 기동대 위치를 보고했다. 양측은 서로를 가장 먼저 공격하기 위해 경쟁했다. 일본은 가장 먼저 공격대를 출범시켰으며, 99식 함상폭격기 21대, 97식 함상공격기 20대, A6M3 제로 전투기 21대, 97식 접촉 항공기 2대를 포함한 64대의 항공기가 07:40에 호넷을 향해 향하던 중이었다. 첫 번째 공격은 무라타 시게하루 중장이 지휘했으며, 전투기 덮개는 시라네 아야오 중위와 히다카 사네야스 중위가 이끌었다. 또한 07:40에 일본 항공모함의 조기 목격에 대응하여 두 대의 미국 SBD-3 던트리스 정찰기가 즈이호에 도착하여 잠수했다. 일본 전투 항공 순찰대(CAP)가 다른 미국 정찰기를 쫓아내기 바빴기 때문에 두 대의 미국 항공기는 500파운드 폭탄으로 즈이호를 타격할 수 있었고, 항공모함의 비행 갑판은 큰 피해를 입히고 항공기는 착륙하지 못했다.
한편, 콘도는 아베의 뱅가드 부대에게 미국 군함을 요격하고 교전하기 위해 앞서 나가라고 명령했다. 콘도는 준요의 항공기가 미국 함선 공격에 참여할 수 있도록 자신의 어드밴스드 부대를 측면 속도로 전진시켰다. 08:10에 쇼카쿠는 19대의 다이빙 폭격기와 5대의 제로로 구성된 두 번째 타격 항공기를 발진했고, 즈이카쿠는 08:40에 16대의 어뢰 폭격기와 4대의 제로를 발진했다. 두 번째 타격 선두는 세키 마모루 중장이었고, 전투기 엄폐부는 신고 히데키 중위가 이끌었다. 따라서 09:10까지 일본군은 미 항공모함을 공격하기 위해 100대 이상의 항공기를 보유하고 있었다.
미국의 공격 항공기는 일본군보다 약 20분 늦게 출발하고 있었다. 대규모 공격보다 빠른 공격이 더 중요하다고 생각했고, 공격 전에 조립할 연료가 부족했기 때문에 미국 항공기는 하나의 대규모 공격 부대로 편성하기보다는 소규모 그룹으로 일본 함선을 향해 전진했다. 첫 번째 그룹은 윌리엄 J. "거스" 위드헬름 호넷 중위가 이끄는 15대의 더글러스 SBD 돈틀리스 급강하 폭격기, 6대의 그루먼 TBF-1 어벤저 어뢰 폭격기, 8대의 그루먼 F4F 와일드캣 전투기로 구성되어 있었으며, 8명의 그루먼 F4F 와일드캣 전투기가 08:00경에 도착했다. 세 번째 그룹은 세 대의 SBD, 9대의 TBF(공군 사령관 포함), 그리고 존 A. 콜렛 중위가 이끄는 엔터프라이즈의 와일드캣 8대로 구성되었으며, 08:10경에 출발했다. 9대의 SBD, 10대의 TBF(공군 사령관 포함), 그리고 7대의 호넷의 F4F 전투기로 구성된 세 번째 그룹은 08:20경에 도착했다.
08:40에, 반대편 항공기 공격 부대가 서로 시야에 들어왔다. 히다카 중위의 아홉 명의 주호 제로들이 기습하여 엔터프라이즈 그룹을 공격하여 태양 밖에서 상승하는 항공기를 공격했다. 그 결과, 콜렛을 포함한 네 명의 제로, 세 명의 와일드캣, 두 명의 TBF가 격추되었고, 또 다른 두 명의 TBF와 와일드캣이 큰 피해를 입고 엔터프라이즈로 돌아가야 했다. 탄약을 소진한 나머지 즈이호 제로들은 작전에서 철수했다.

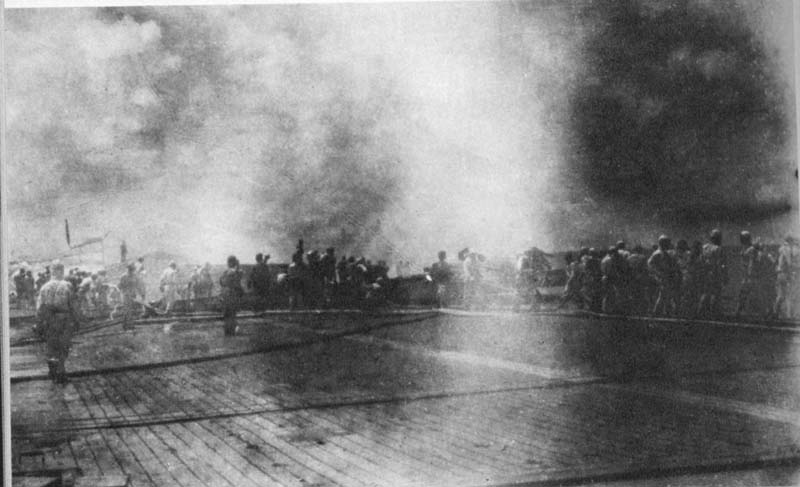
'쇼카쿠' 승무원들이 미국 공격 직후 비행 갑판에서 화재와 싸우고 있다.

08:50에 호넷에서 출발한 미국의 주요 공격 대형은 아베의 뱅가드 부대에서 온 네 척의 함선을 발견했다. 계속해서 미국 항공기는 일본 항공모함을 발견하고 공격을 준비했다. 즈이호에서 출발한 세 개의 제로는 이 대형의 와일드캣을 공격하여 그들을 보호하기 위해 배정된 폭격기로부터 멀어지게 했다. 따라서 첫 번째 그룹의 다이빙 폭격기는 전투기 호위 없이 공격을 시작했다. 일본 항공모함 CAP에서 출발한 열두 개의 제로는 SBD 대형을 공격하여 두 개(비록 그는 살아남았지만 위드헬름을 포함한)를 격추하고 두 개를 추가로 격추시켰다. 나머지 11대의 SBD는 09:27에 쇼카쿠에 대한 공격을 시작하여 세 개에서 여섯 개의 폭탄으로 쇼카쿠를 타격하고 비행 갑판을 파괴하며 함선 내부에 심각한 손상을 입혔다. 11개의 마지막 SBD는 쇼카쿠의 궤도를 잃고 대신 일본 구축함 테루즈키 근처에 폭탄을 투하하여 경미한 피해를 입혔습니다. 첫 번째 공격 부대에서 분리된 여섯 개의 TBF는 일본 항공모함을 찾지 못했고 결국 호넷 쪽으로 돌아갔다. 돌아오는 길에 그들은 모든 어뢰를 사용하여 일본 중순양함 톤을 공격했다.
엔터프라이즈에서 온 두 번째 미국 공격 포메이션의 TBF는 일본 항공모함을 찾지 못하고 아베의 뱅가드 부대에서 일본 중순양함 스즈야를 공격했지만 피해는 없었다. 거의 같은 시기에 호넷에서 온 세 번째 미국 공격 포메이션의 9개 SBD가 아베의 함선을 발견하고 일본 중순양함 치쿠마를 공격하여 1,000파운드(450kg) 폭탄 2발로 치쿠마를 타격하고 큰 피해를 입혔다. 그 후 엔터프라이즈 SBD 3대가 도착하여 치쿠마를 공격하여 폭탄 1발과 근접 미사일 2발로 더 많은 피해를 입혔다. 마지막으로 세 번째 공격 그룹의 9개 TBF가 도착하여 연기가 나는 치쿠마를 공격하여 폭탄 1발을 더 기록했다. 치쿠마는 구축함 2척의 호위를 받으며 전투에서 철수하고 수리를 위해 추크 라군으로 향했다.
미국 항공모함 부대는 08:30에 출발한 공격 항공기로부터 일본 공격 항공기가 향하고 있다는 소식을 받았습니다. 08:52에 일본 공격군 사령관은  호넷 항모부대를 발견하고 공격을 위해 항공기를 배치했다. 08:55에 미국 항공모함은 약 35 nmi(65 km; 40 mi) 떨어진 곳에서 접근하는 일본 항공기를 레이더로 감지하고, 37대의 와일드캣을 포착하여 들어오는 일본 항공기와 교전하기 시작했다. 그러나 통신 문제, 미국 전투기 통제 책임자의 실수, 원시적인 통제 절차로 인해 일부 와일드캣을 제외한 모든 항공기가 호넷 공격을 시작하기 전에 일본 항공기와 교전할 수 없었다. 전투기 조종사 스웨드 베즈타사를 포함한 미국 CAP는 여러 대의 급강하 폭격기를 격추하거나 손상시킬 수 있었지만(대대대대장 다카하시 사다무 중위는 손상으로 인해 급강하를 중단해야 했다), 대부분의 일본 항공기는 미국 전투기에 의해 상대적으로 손상되지 않은 채 공격을 시작했다.
09:09에, 20대의 잔존 일본 어뢰기와 나머지 16대의 급강하 폭격기가 항공모함에 대한 공격을 시작하자 호넷과 호송 군함의 대공포가 발사되었다. 09:12에 한 급강하 폭격기가 250kg의 반구갑 관통 "일반" 폭탄을 호넷의 비행 갑판에 설치하여 섬 건너편에 있는 호넷의 비행 갑판에 두었고, 이 갑판은 세 개의 갑판을 관통한 후 폭발하여 60명의 남성이 사망했다. 잠시 후, 242kg의 고폭발 "육지" 폭탄이 비행 갑판을 강타하여 충격으로 폭발하여 11피트(3.4m)의 구멍을 만들어 30명의 남성이 사망했다. 약 1분 후, 첫 번째 폭탄이 충돌한 지점 근처에서 세 번째 폭탄이 호넷을 강타하여 세 개의 갑판을 관통한 후 폭발하여 심각한 피해를 입혔지만 인명 피해는 없었다. 09:14에 한 급강하 폭격기가 호넷의 대공포에 의해 불을 질렀고, 조종사인 사토 시게유키 준위가 고의로 호넷의 갑판에 충돌하여 7명의 남성이 사망하고 불타는 항공 연료가 신호 갑판 위로 퍼졌다.
99식 함상폭격기가 공격하는 동시에 20대의 뇌격기도 두 방향에서 호넷에게 접근하고 있었다. 무라타를 포함한 대공 사격으로 큰 손실을 입었음에도 불구하고, 어뢰 비행기는 09:13에서 09:17 사이에 호넷의 측면에 두 개의 어뢰를 설치하여 엔진을 무너뜨렸다. 호넷이 멈추자 손상된 일본의 99식 함상폭격기가 다가와 의도적으로 항공모함 측면에 충돌하여 선박의 주요 항공 연료 공급 근처에서 화재를 일으켰다. 09:20에 살아남은 일본 항공기가 출발하여 호넷은 물속에서 침몰하고 불에 탔다. 이 공격으로 일본 항공기 25대와 미국 항공기 6대가 파괴되었으며, 이 중 12대는 99식 함상폭격기, 10대는 97식 함상공격기, 최소 1대는 제로였다.
호위 구축함 세 척의 소방 호스의 도움으로 호넷의 화재는 10시까지 진압되었다. 부상자들은 항공모함에서 대피했고, 윌라드 A. 키츠 선장이 이끄는 중순양함 USS 노샘프턴은 호넷을 전투 지역에서 끌어내려고 시도했다. 그러나 견인선을 조정하는 데 시간이 좀 걸렸고, 일본 항공기의 더 많은 공격 파도가 밀려왔다.

### 10월 26일 항공모함 작전: 첫 번째 공격 이후의 작전
09시 30분부터 엔터프라이즈는 손상되고 연료가 고갈된 CAP 전투기와 두 항공모함에서 돌아오는 정찰기를 착륙시켰다. 그러나 09시 30분에 비행 갑판이 가득 찼고, 두 번째 일본 항공기가 레이더에 포착되면서 엔터프라이즈는 10시에 착륙 작전을 중단했다. 연료가 고갈된 항공기는 바다에 버리기 시작했고, 항공모함의 호위 구축함들이 승무원들을 구조했다. 버려진 항공기 중 하나인 엔터프라이즈의 공격 부대에서 손상된 TBF는 주호에서 제로기의 공격을 받아 구축함 USS 포터 근처의 물에 추락했다. 포터가 TBF의 승무원을 구조하던 중, 버리기 항공기에서 어뢰에 맞아 큰 피해를 입었고 승무원 15명이 사망했다. 태스크포스 사령관이 구축함을 명령한 후, 승무원들은 구축함 USS 쇼에 의해 구조되었고, USS 쇼는 포터를 총성으로 침몰시켰다 (08°32′S 167°17′E).
일본 항공기의 첫 번째 공격 파도가 호넷을 공격한 후 항공모함으로 돌아가기 시작하자, 그 중 한 명이 엔터프라이즈 항모부대를 발견하고 항공모함의 위치를 보고했다. 두 번째 일본 항공기의 공격 파도는 호넷이 침몰하고 있다고 믿고 10시 8분부터 엔터프라이즈 항모부대에 공격을 가했다. 다시 한 번, 미국 해군 항공대는 엔터프라이즈를 공격하기 전에 일본 항공기를 요격하는 데 어려움을 겪었고, 항공모함에 대한 잠수를 시작하면서 19대의 급강하 폭격기 중 단 2대만 격추했다. 엔터프라이즈와 호위함이 설치한 강력한 대공 사격을 뚫고 세키의 사단은 먼저 공격하여 무안타를 기록했다. 다음으로, 두 개의 250kg급 준AP "일반" 폭탄으로 항공모함에 타격을 입힌 아리마 케이이치 중위가 이끄는 사단을 공격했고, 첫 번째 폭탄은 아리마의 조종사인 후루타 기요토 경장에 의해 발사되었다. 두 개의 폭탄으로 44명이 사망하고 75명이 부상을 입었으며, 항공모함은 "위" 위치에서 전방 엘리베이터를 방해하는 등 큰 피해를 입혔다. 또한 아리마의 사단은 또 다른 폭탄으로 거의 빗나갔다. 그러나 이 공격으로 19대의 일본 폭격기 중 10대가 손실되었고, 세키의 폭격기를 포함하여 두 대가 더 후퇴했다.
20분 후, 16대의 즈이카쿠의 뇌격기가 도착하여 엔터프라이즈를 공격하기 위해 분리되었다. 한 그룹의 뇌격기는 두 대의 CAP 와일드캣에 의해 공격당했으며, 베즈타사는 그 중 세 대를 격추하고 네 번째 항공기를 손상시켰다. 화재로 인해 네 번째로 손상된 항공기는 의도적으로 구축함 스미스에 충돌하여 배에 불을 지르고 승무원 57명을 사망시켰다. 이 항공기가 탑재한 어뢰는 충돌 직후 폭발하여 더 큰 피해를 입혔다. 처음에는 화재가 통제 불능 상태로 보였으나 스미스의 지휘관이 전함 USS 사우스다코타의 대형 분사 후 구축함을 향해 방향을 잡으라고 명령하여 화재를 진압하는 데 도움이 되었다. 스미스는 이후 다시 기지를 방문하여 어뢰 비행기를 향해 남은 대공포를 발사했다.
남은 뇌격기들은 엔터프라이즈, 사우스다코타, 그리고 순양함 포틀랜드를 공격했지만, 모든 어뢰가 놓치거나 실패하여 피해를 입히지 못했습니다. 교전은 10시 53분에 끝났고, 이 공격으로 16대의 뇌격기 중 9대가 손실되었다. 대부분의 온보드 사격을 진압한 후, 11시 15분에 엔터프라이즈는 일본 항모 부대에 대한 미국의 아침 공격을 시작하기 위해 비행 갑판을 다시 열었다. 그러나 일본의 다음 공격 항공기가 도착하기 전에 몇몇 항공기만 착륙하여 엔터프라이즈에 대한 공격을 시작했고, 이로 인해 상륙 작전이 중단되었다.
09시 5분에서 09시 14분 사이에 준요는 미국 항공모함으로부터 280마일(320마일, 520km) 이내에 도착하여 시가 요시오 중위의 지휘 아래 17대의 함상폭격기와 12대의 제로로 공격했다. 일본 주력과 첨단 부대가 편대에 합류하기 위해 기동하자 준요는 후속 공격을 준비했다. 11시 21분에 준요 항공기가 도착하여 엔터프라이즈 태스크 포스에 뛰어들었다. 잠수 폭격기는 엔터프라이즈에서 거의 한 대의 실수를 기록하여 더 많은 피해를 입혔고, 사우스다코타와 경순양함 산후안에 각각 한 대씩 부딪혀 두 배 모두 중간 정도의 피해를 입혔다. 사우스다코타에서는 폭탄이 관통하지는 못했지만 1번 포탑에 명중했지만 두 명이 사망하고 함선 지휘관을 포함한 50여 명이 파편에 맞아 부상을 입었다. 폭탄의 파편으로 인해 2번 포탑의 중앙과 좌측 포가 손상되었고, 그 중 포탑의 총구가 손상되었으며, 포병대는 결국 탄약고으로부터 총구가 충분히 깊어서는 안 된다는 통보를 받았다. 이는 완전히 수리되지 않아 이후 제2차 과달카날 해전에서 사우스다코타에 장애가 될 수 있니다. 이 공격으로 일본 함상 폭격기 17대 중 8대가 파괴되었으며, 3대가 추가로 퇴각했다.
11시 35분, 호넷이 작전을 중단하고 엔터프라이즈호가 큰 피해를 입었고, 일본군은 이 지역에 손상되지 않은 항공모함 한두 척을 보유하고 있는 것으로 추정되자 킨케이드는 엔터프라이즈호와 호넷의 스크리닝 함선을 전투에서 철수시키기로 결정했다. 호넷을 남겨두고 킨케이드는 항공모함과 호넷의 호위부대에게 가능한 한 빨리 퇴각하라고 지시했다. 11시 39분에서 13시 22분 사이에 엔터프라이즈호는 퇴각하면서 73대의 미국 항공기 중 57대를 회수했다. 남은 미국 항공기는 바다에 버려졌고, 승무원들은 전함을 호위하여 구조되었다.
11시 40분에서 14시 사이에 피해를 입지 않은 두 일본 항공모함 즈이카쿠와 준요는 오전에 호넷과 엔터프라이즈를 공격하고 돌아온 몇 안 되는 항공기를 회수하고 후속 공격을 준비했다. 이 공격 동안 입은 치명적인 손실이 이제 분명해졌다. 준요의 항공 장교인 오쿠미야 마사타케 중령은 항공모함의 첫 번째 공격 그룹의 귀환을 설명했다:
```
우리는 불안한 마음으로 하늘을 수색했다. 몇 시간 전에 발사된 숫자에 비해 공중에 떠 있는 비행기는 몇 대 되지 않았다... 비행기들은 비틀거리며 갑판 위로 올라갔고, 전투기와 폭격기의 총알 하나하나가 날아갔다... 조종사들은 비좁은 조종실에서 힘없이 올라가면서 믿을 수 없을 정도로 반대했고, 대공포 폭발과 추적기로 질식한 하늘에 대해 이야기했다.
```

준요의 폭격기 리더 중 한 명만이 첫 번째 공격에서 돌아왔고, 착륙하자마자 그는 "너무 흔들려서 때때로 일관되게 말할 수 없었다"고 말했다.
13시에 콘도의 첨단 부대와 아베의 뱅가드 부대 전함이 함께 마지막으로 보고된 미국 항공모함 부대의 위치로 직접 향했고, 속도를 높여 그들을 요격하여 총격전을 시도했다. 피해를 입은 항공모함 즈이호와 쇼카쿠는 나구모가 여전히 탑승한 상태로 전투 지역에서 후퇴하여 가쿠타 가쿠지 후방 제독이 즈이카쿠와 준요 항공모함 부대를 지휘하게 되었다. 13시 6분에 준요는 이리킨 요시아키 중위가 이끄는 7대의 어뢰기 중 두 번째 공격을 감행했으며, 이 어뢰기는 시라네 중위가 이끄는 8대의 제로가 호위했다. 동시에 즈이카쿠는 다나카 이치로 중위의 지휘 아래 7대의 어뢰기, 2대의 잠수 폭격기, 5대의 제로를 세 번째 공격했다. 대부분의 어뢰기는 800kg의 장갑 관통 폭탄으로 무장하고 있었다. 15시 35분에 준요는 시가 중위의 지휘 아래 4대의 함 폭격기와 6대의 제로로 구성된 오늘의 마지막 일본군 공격 부대를 다시 발진했다.
몇 가지 기술적 문제 후, 노샘프턴은 마침내 14시 45분에 전투 지역에서 호넷을 천천히 견인하기 시작했다. 이 속도는 단 5노트에 불과했다. 호넷의 승무원들은 부분 전력을 회복할 위기에 처했지만, 15시 20분에 준요의 두 번째 공격이 도착했고, 일곱 대의 어뢰 비행기가 거의 정지해 있는 항공모함을 공격했다. 어뢰 비행기 중 여섯 대가 빗나갔지만, 15시 23분에 한 대의 어뢰가 호넷의 중간선을 강타하여 치명적인 타격으로 판명되었습니다. 어뢰가 명중하여 전력 시스템의 수리가 중단되었고, 홍수가 심해졌고 14도 명단에 올랐다. 물을 퍼낼 동력이 없었기 때문에 호넷은 손실된 배를 포기하고 남은 승무원들은 배를 버렸다. 즈이카쿠의 세 번째 공격은 이 기간 동안 호넷을 공격했으며, 그곳에서 B5N급 폭격기가 800kg 폭탄 하나로 침몰하는 함선을 공격했다. 호넷의 모든 승무원은 16시 27분에 탈출했다. 오늘의 마지막 일본군 공격 중, 준요의 세 번째 공격에서 나온 급강하 폭격기가 17시 20분에 침몰하는 함선에 250kg 세미 AP 폭탄 하나를 더 투하했다.
일본군이 다가오고 있고 추가 견인 노력이 불가능하다는 통보를 받은 후, 할시는 호넷을 침몰시키라고 명령했다. 나머지 미국 군함들은 콘도와 아베의 다가오는 함대의 사정거리를 벗어나기 위해 남동쪽으로 퇴각하는 동안 구축함 USS 머스틴과 앤더슨은 여러 어뢰와 400발 이상의 포탄으로 호넷을 침몰하려 했지만, 호넷은 여전히 살아남았다. 진격하는 일본 해군이 불과 20분 거리에 있는 상황에서 두 척의 미국 구축함은 20시 40분에 불타는 호넷을 버렸다. 22시 20분까지 콘도와 아베의 나머지 전함들이 호넷의 위치에 도착했다. 22시 20분까지 콘도와 아베의 나머지 군함들은 호넷의 위치에 도착했다.
구축함 마키구모와 아키구모는 호넷을 24인치(610mm) 어뢰 4발로 격침시켰다. 1942년 10월 27일 01시 35분경, USS 호넷는 마침내 약 08°38′S 166°43′E에서 침몰했다. 레이더 장비를 갖춘 카탈리나스가 준요와 테루즈키에 여러 차례 야간 공격을 가하면서 미국 군함들이 퇴각하기 시작했고, 이로 인해 미국 군함들이 퇴각하는 과정에서 머리에 대한 정보가 있었으며, 중요한 연료 상황으로 인해 일본은 미국 군함에 대한 추가 추격을 재고하게 된 것으로 보였다. 솔로몬 제도 북부 근처에서 급유를 마친 후, 일본 함선들은 10월 30일 추크 라군의 본거지로 돌아왔다. 미국이 전투 지역에서 에스피리투 산토와 뉴칼레도니아로 철수하는 동안, 일본 잠수함의 회피 작전을 수행하던 중 사우스다코타는 구축함 마한과 충돌하여 마한에게 큰 피해를 입혔다.

## 해전이후 여파
양측 모두 승리를 주장했다. 미국은 쇼카쿠급 함대 수송선 두 척이 폭탄에 맞아 제거되었다고 밝혔다. 킨케이드의 일본군 피해 요약에는 전함, 중순양함 세 척, 경순양함 한 척, 그리고 다른 중순양함 한 척이 타격을 입었을 가능성이 포함되어 있다. 실제로 전투 중에 충돌한 함선은 쇼카쿠, 즈이호, 치쿠마뿐이었으며, 그 중 침몰한 함선은 없었다. 일본 측은 전함 한 척, 순양함 한 척, 구축함 한 척, "불명의 대형 전함" 한 척을 격침했다고 주장했다. 실제 미국의 손실은 호넷과 구축함 포터로 구성되었으며, 엔터프라이즈, 경순양함 산후안, 구축함 스미스, 전함 사우스다코타에 대한 피해도 포함되었다.